# Steve Spurrier-Florida Field at Ben Hill Griffin Stadium
Das Steve Spurrier-Florida Field at Ben Hill Griffin Stadium ist ein College-Football-Stadion auf dem Campus der University of Florida in der US-amerikanischen Stadt Gainesville im Bundesstaat Florida. Es dient als Austragungsort für die Heimspiele des College-Football-Teams der Florida Gators. Die Anlage ist mit einer Kapazität von 88.548 Besuchern das zwölftgrößte Stadion im College Football. Es werden aber regelmäßig Zuschauerzahlen von über 90.000 erreicht. 

## Geschichte
Die Sportstätte wurde 1930 gebaut und wurde damals noch Florida Field genannt. Es wurde in einer flachen Vertiefung gebaut und beinahe alle originalen Sitze waren unter der Bodenhöhe. Die Kapazität betrug damals 22.000 Zuschauer. 1934 wurde das Stadium neu den Soldaten aus Florida gewidmet, die ihr Leben im Ersten Weltkrieg verloren. 
Über die Jahre wurde das Stadion mehrmals renoviert und zugleich wurde meist die Zuschauerkapazität erweitert. Heute ist es das größte Footballstadion in Florida und die zweitgrößte Sporteinrichtung im Bundesstaat nach dem Daytona International Speedway. Die Spielfläche wechselte auch über die Jahre. Ab 1971 wurde auf Kunstrasen gespielt, bis 1990 der neue Trainer Steve Spurrier darauf bestand, dass diese wieder mit Naturrasen versehen wird.
2016 wurde der Stadionname durch den des langjährigen Trainers Steve Spurrier, der sich 2015 aus dem Trainergeschäft verabschiedete, ergänzt. Er holte 1996 mit den Gators den ersten nationalen College-Football-Titel. Die Sportarena wird zukünftig die Bezeichnung Steve Spurrier-Florida Field at Ben Hill Griffin Stadium tragen. Außerdem wird eine Bronzestatue von Spurrier auf dem Stadiongelände aufgestellt.

## Veranstaltungen
Die Spielstätte wird heute mehrheitlich für Football-Spiele genutzt. In den Jahren 1973 und 1994 wurden hier zwei Bowl-Spiele ausgetragen, da andere Stadien gerade renoviert wurden. Früher fanden auch viele Konzerte im Florida Field statt. So gaben etwa Bob Dylan, Joan Baez, Elton John und Jimmy Buffett hier bereits Konzerte. Zuletzt fanden aber keine Konzerte mehr statt. Um Schäden der Spielfläche zu vermeiden, hat sich die Universität entschieden, das Stadion nur noch für Sportanlässe zu nutzen. Das letzte Konzert gaben die Rolling Stones 1994.

## Galerie

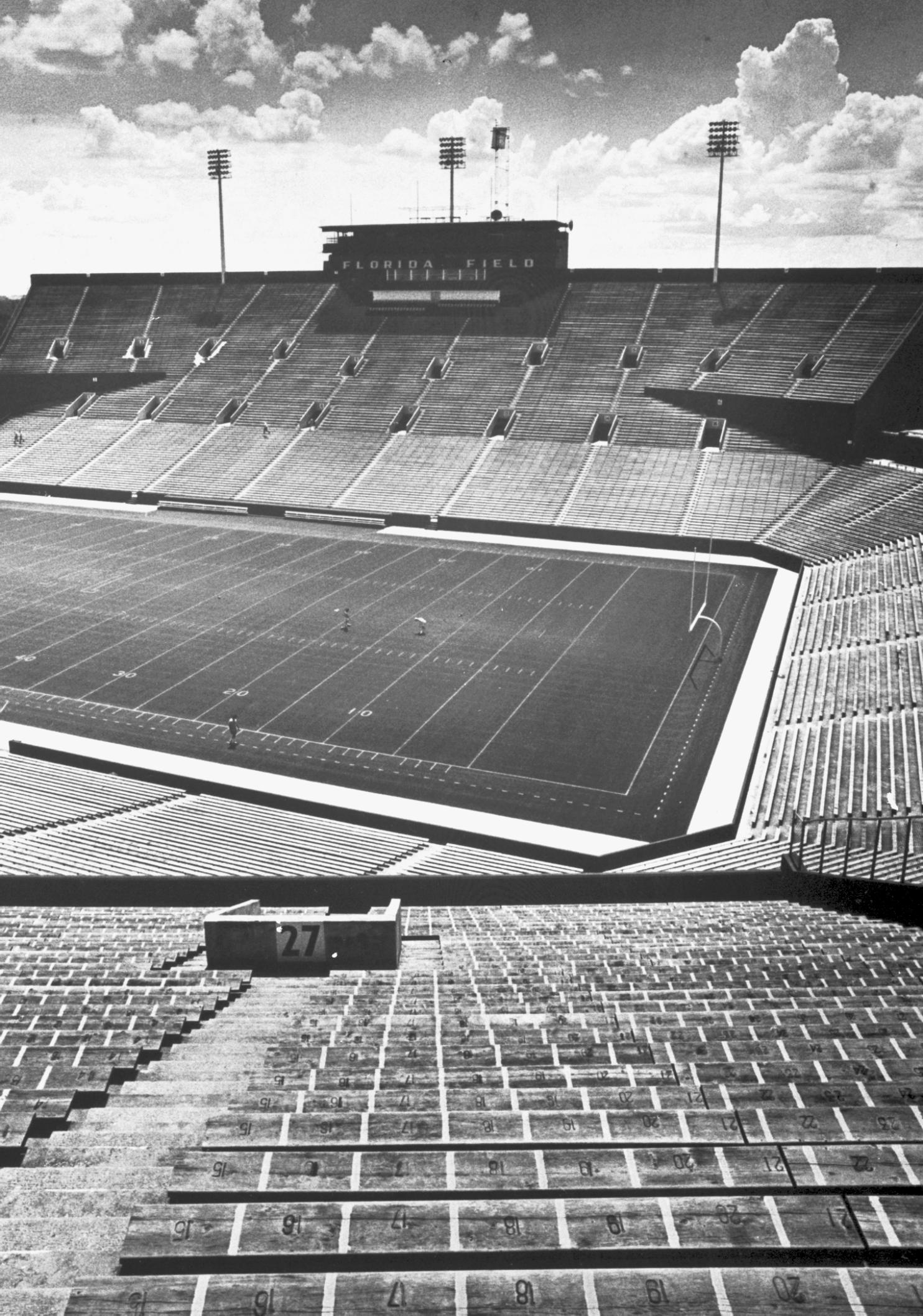
Aufgenommen in den 1970er Jahren
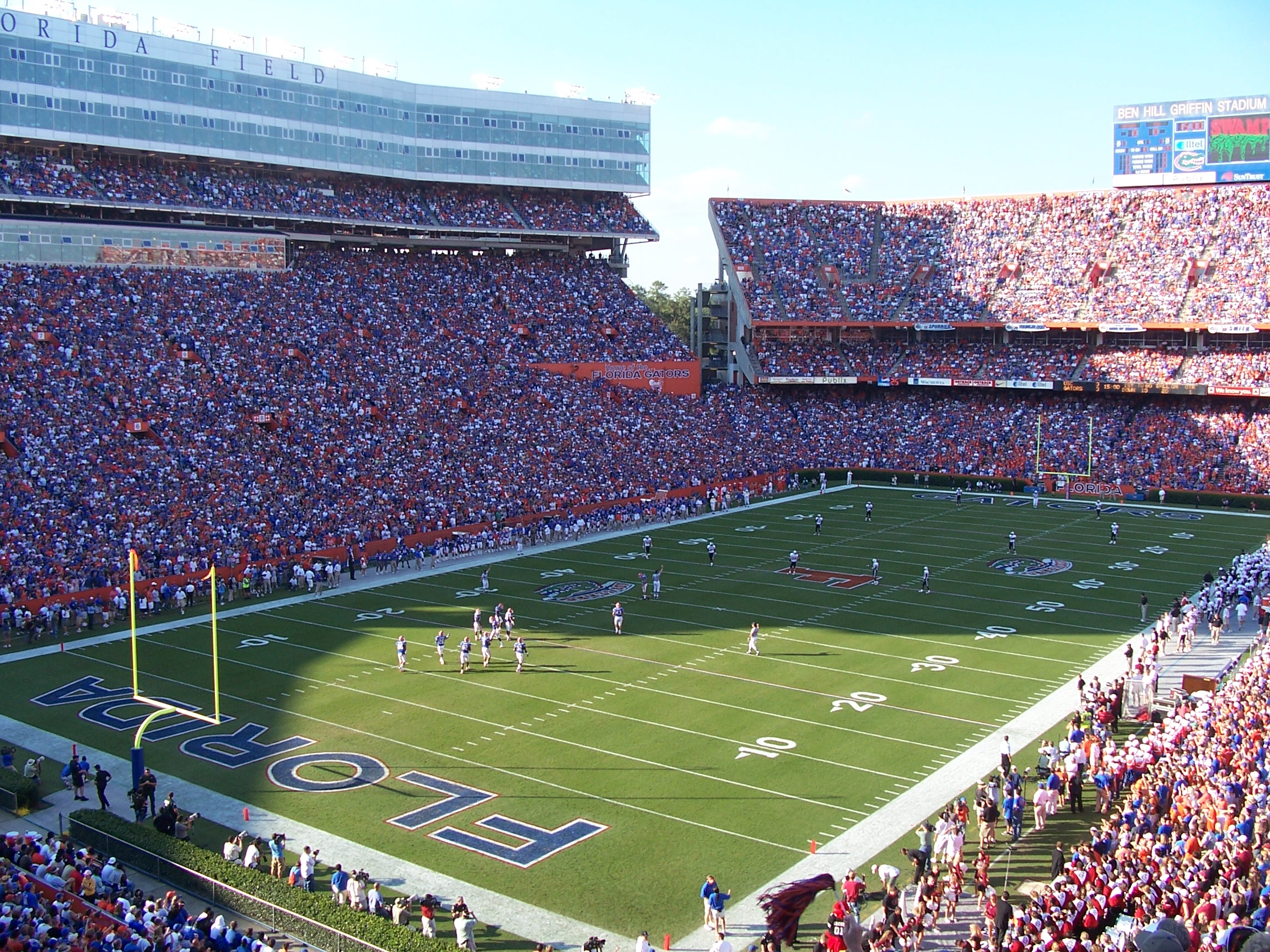
Spiel der Florida Gators gegen die South Carolina Gamecocks am 11. November 2006
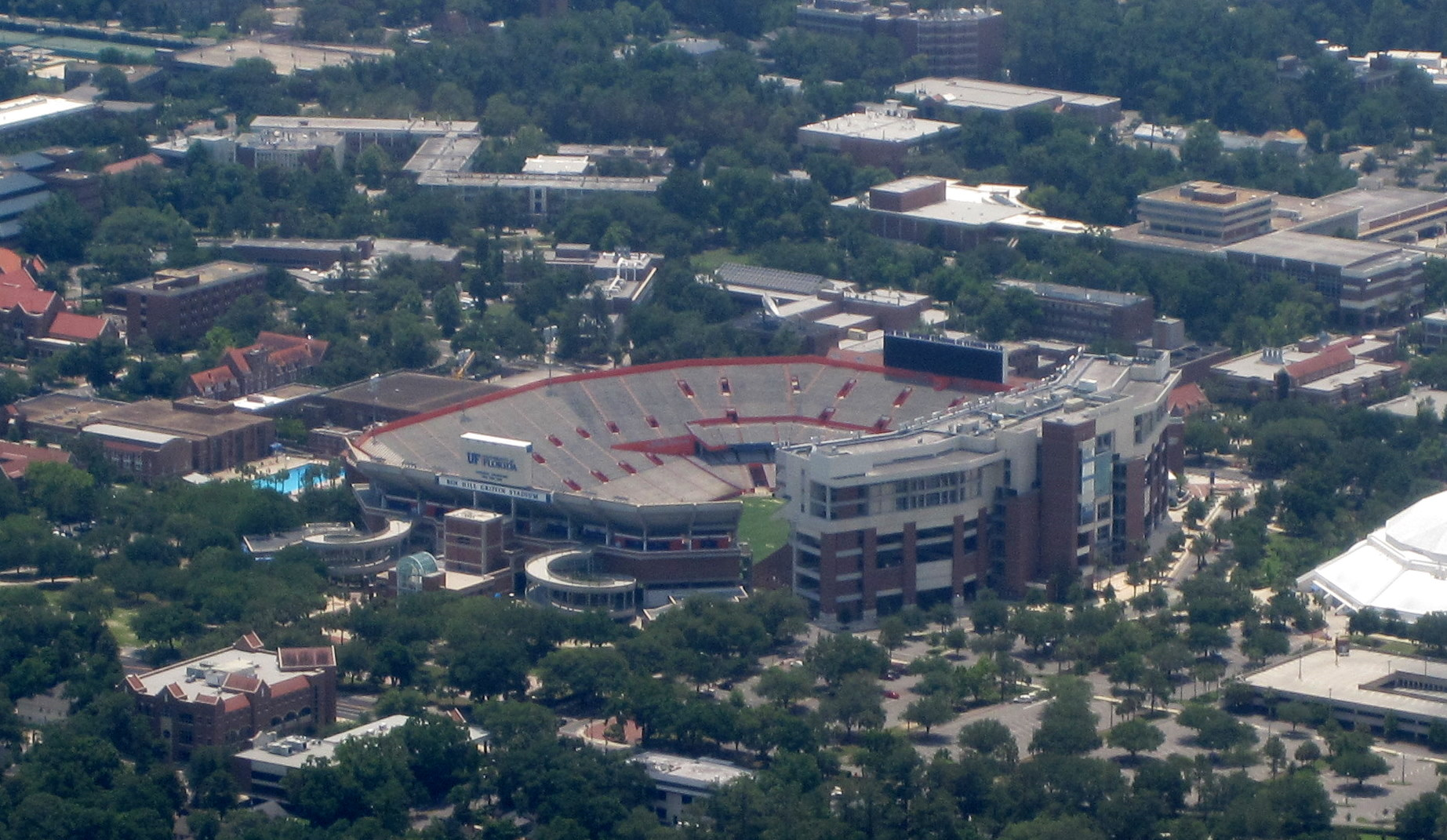
Das Stadion auf dem Campus der University of Florida
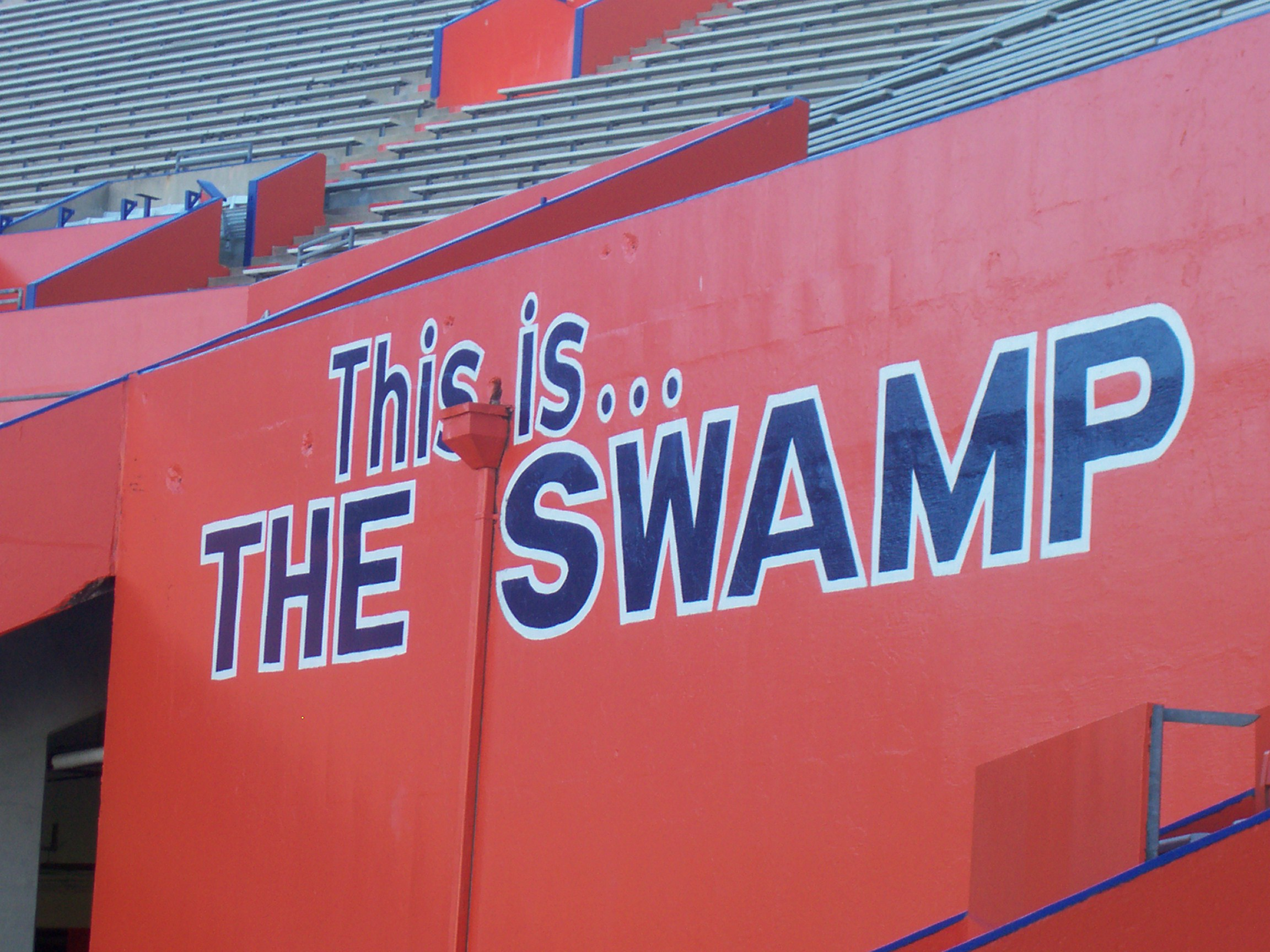
The Swamp